# EgyptAir Express
EgyptAir Express – nieistniejąca egipska regionalna linia lotnicza z siedzibą w Kairze. Głównym węzłem był port lotniczy Kair. Właścicielem jest linia lotnicza EgyptAir. 
4 listopada 2019 linia zaprzestała wszelkich operacji.